# Take Me to the Hospital
«Take Me to the Hospital» — 19-й сингл британской электронной группы The Prodigy. Релиз сингла состоялся 31 августа 2009 года.
О выходе сингла было впервые сообщено 19 июня 2009 года в новостной рассылке с официального сайта, а 2 июля была сообщена дата выхода сингла — 31 августа 2009 года.
Сингл достиг 38 строчки официального хит-парада Соединенного Королевства.

## Список композиций
CD
1. Take Me to the Hospital ('09 EQ) — 3:43
2. Take Me to the Hospital (Sub Focus Remix) — 4:33

12" винил
1. A. Take Me to the Hospital (Sub Focus Remix) — 3:43
2. B. Take Me to the Hospital (Rusko Remix) — 4:23

Версия для скачивания
1. Take Me to the Hospital ('09 EQ) — 3:39
2. Take Me to the Hospital (Instrumental ’09 EQ) — 3:39
3. Take Me to the Hospital (альбомная версия) — 3:39
4. Take Me to the Hospital (Sub Focus Remix) — 4:31
5. Take Me to the Hospital (Adam F and Horx Remix) — 5:31
6. Take Me to the Hospital (Rusko Remix) — 4:21
7. Take Me to the Hospital (Losers Middlesex A & E Remix) — 5:46
8. Take Me to the Hospital (Josh Homme Remix) — 4:08

## Видеоклип
Видеоклип на песню был срежиссирован Полом Дагдейлом, который до этого работал над клипом для другого сингла группы, «Omen». В нём, участники группы вместе с кучей людей в масках портят машину скорой помощи и танцуют под музыку.